# 日曜日
日曜日（にちようび）または日曜（にちよう）は、土曜日と月曜日の間にある週の1日。カレンダーでは赤色で表記される例が比較的多い。

## 各言語での名称
日本語の名称は、七曜の1つである太陽の日にちなむ。
日本語以外では、英語: Sunday、ドイツ語: Sonntag、オランダ語: Zondag、スペイン語: Domingo、ラテン語: Dies solisなどと呼び、これらは日本語同様、由来は「太陽の日」である。
そのほかに「主日」に由来する名で呼ぶ言語も多い。
太陽に由来する呼称を用いる言語
- 日本語
- 中国語
- 朝鮮語
- 英語
- ドイツ語
- オランダ語
- スウェーデン語
- ケチュア語

カトリック教会や正教会などの典礼・奉神礼暦用語由来の呼称を用いる言語
- ギリシア語
- フランス語 - dimanche（ラテン語: dominus「主」に由来）
- イタリア語 - domenica（同上）
- スペイン語およびポルトガル語 - domingo （同上）
- ベトナム語
- マレー語

キリスト教におけるキリストの復活を記念した「復活日」に由来する呼称を用いている言語
- ロシア語

安息日に由来する呼称を用いる言語
- トルクメン語の新語
- ポーランド語

ヨーロッパの多くの言語では安息日に由来する言葉を土曜日にあてている。
「週の一日目」に由来する呼称を用いる言語
- ヘブライ語（יום ראשון、ラテン文字化：Yom Rishon ） - 『創世記』の順序に従い週の初めとなった。そして土曜日が安息日である[1]。
- アラビア語
- タイ語

## 起源・沿革

### 旧約聖書
神が天地の創造を6日間で終え、7日目に休んだとされる安息日は土曜日であり、週の始まりの日が日曜日である。

### ヘレニズム
ヘレニズム文化が発達した地中海世界で、太陽が支配する曜日として紀元前1世紀に初登場し、途絶えることなく現代に伝わっている。占星術により、土曜日は不吉とされて外出などが忌避されたかわりに日曜日は吉日となった。

### キリスト教の礼拝日として
1世紀以降、インド・ペルシャの太陽神（ミスラ）を主神とするミトラス教がローマ帝国に流入し、広く信仰された。 古代、太陽神が広く信仰されていた時代は日曜日が礼拝日であったという。
キリスト教では、福音書のとおり、イエスはユダヤ人の安息日の翌日に復活したと信じられるが、後に、これを記念するとして、毎週日曜日に教会で礼拝が行われるようになっていった。2世紀以降、ローマ教会は毎年の過越の聖餐をせず、土曜日が終わるまで断食し、日曜日に聖餐をするようになった。その後4世紀になって、ローマ帝国では日曜日を休日とし、休業するように皇帝が命じた。皇帝はキリスト教などの全ての宗教を公認したが、国教は定めなかった。

### 休日としての普及
キリスト教圏では一般にこの日は休日であるほか、現在ではキリスト教圏以外でも日曜日を休日とする習慣が広がっている。
イギリスで1802年に世界初の「工場法」ができ、以後、20世紀にかけて世界各地では労働運動を背景として、雇用主は労働者に週1日の休みを与えるよう法制化された。国・地域によっては、労働者の権利として認められるのは遅く、たとえば、ポルトガルが週6日労働を法制化したのは1911年であり、1918年南米コロンビアでは、農園労働者が週6日労働などを要求して長期のストライキを闘ったが敗北に終わったことがある。日本では明治時代に七曜が導入され、神武天皇即位の日が日曜日であるという理由から休日となった。戦後1947年に日本国憲法にともなって労働基準法ができ、1週間に1日または4週間に4日の休日を与えることが定められた。一方、農村では「生活改善運動」が組織され、農家の働く女性の休日を実現するため、住民自治により月2回の定休日を設けたことがあるにとどまっていたが、高度成長期における人口移動を通じて都市部の勤労者が多数となったことから、社会人が日曜日に休む習慣が日本でも普及した。
黎明期のメジャーリーグベースボールでは、日曜日は安息日という理由から、試合開催はタブー視されていた。しかしアメリカン・アソシエーションは日曜日にも試合開催を積極的に行い、観客動員数増加に貢献した。
休日とする法律
- 安息日への冒涜（英語版） - ユダヤ教の安息日など、宗教的に休みとする日を冒涜して労働する事に対する罪。
- ブルー・ロー（英語版）（Sunday laws） - キリスト教世界では、特に日曜日に礼拝へ行かせるため、あらゆる勤労を制限する法律が課された。
- コンスタンティヌス1世 - 西暦321年3月7日の日曜は、キリスト教では復活祭の日曜日、ローマ帝国の太陽神ソル・インウィクトゥスの祝日であるため、農業以外で働くことを禁じた。またテオドシウス法典2,8,1として、西暦321年3月3日に日曜日を週の休みとした。

## 日本における日曜日
日本では文明開化の中で導入され、紀元前660年2月11日（神武天皇の即位の日）が日曜日であったことから休日となり、市町村役場、初等学校などを通じて地方に普及した。ちなみに導入以前は官庁は5日周期の休日（一六日）としていたため、日曜日を休日とすることで、かえって労働時間は増加した。
全国共通して日曜日を官庁の休日と定める法律は「国会に置かれる機関の休日に関する法律」「裁判所の休日に関する法律」「行政機関の休日に関する法律」があり、行政機関・裁判所などの当該機関の休日を日曜日（および土曜日・祝日・指定された日）と定めている。しかし、民間企業にも適用される労働基準法において休日に関する具体的な曜日は指定されていない。
祝日法の振替休日の規定は民間企業には適用されないが、日曜日を休日であるという前提に基づいているため、事実上、日曜日が休日であると一般的に認識はされている。
官庁では1876年の日曜日導入まで五十日（ごとおび）の翌日と朔（ついたち：月の初日）を公休日としていた（一六日）。しかし、人口の大多数を占めた農家には農作業を休む日として毎月定例の「市」が立つ日、「講」の集まりがあるほかは、毎週の定休日は無く、むしろ、農繁期には家業を手伝わせるため学校も休校した。1945年以前、ところにより月1回の一斉休業日が設けられるにとどまる。
日時が決まっているイベントや風習によっては、当日が日曜日に当たった場合は翌日もしくは直前の金曜日などに変更される場合がある。

### 振替休日
現在では休日となることが多いが、行事の都合で出校日にする学校や、業務内容の関係で休日としない会社もある。この場合、その日に一番近い平日を振替休日または通常の休日とする。消費者に相対する小売業をはじめ第三次産業に従事する人口の比率が高まっており、日曜日を定休日としない事業所は多い。製造業の代表的な職場では、祝日法に定める振替休日は無視されている（トヨタカレンダー参照）。
これとは別に、日本では1973年より日曜日と祝日が重複した場合は振替休日が設けられるようになった。

### 交通状況
鉄道においては平日とは異なり、朝や夜間の利用者は少なく、日中の利用者は若干多い。そのため、終電が繰り上げになる路線があったり、鶴見線・名鉄築港線・和田岬線のように工場への通勤が主体となる鉄道路線では平日よりも本数が極端に減少する路線もある。
路線バスにおいても通学利用が主体となる路線（特に地方）では日曜日（または休日）が運休となる路線もある。
道路交通においては観光地や商業施設周辺などでは日中は道路が混み合うこともあるが、物流業界にとっては休業日であるため、実際は交通量が最も少ない曜日である。

### 休業とする業種
銀行・役所・役場・郵便局の多くは日曜日の業務を休業している。これは法律によって定められたものであるが、現在は実情に合わせて柔軟な対応ができるよう改正がされており、日曜日に業務を行うところも現れている。
公立図書館・美術館・博物館の多くは月曜日を定休日（休館日）としているが、国立国会図書館は日曜日が休館日である。
医療機関の多くは日曜日を休診としている。休診日の設定に明確な決まりや制限はないものの、他のサービスやスタッフとの連携に問題があるためとされている。

### サンデーショック
私立中学校のいわゆる名門校は、地域によってある一定の日時（東京都においては2月1日）に入試を行うことによって併願を制限している。しかし、その日が日曜日にあたる場合、一部のキリスト教系私立中学校では入試が実施されず、翌日に設定されることがある。従ってその年度の受験生は通常併願できない組み合わせの学校同士を受験できることとなり、入学のチャンスが増える。一方で、例年とは異なる受験者層が受験することにより当該学校のみならず地域全体の学校の難易度に変化が生じ、合否の予測が困難となることもある。一部ではサンデーショックと呼ばれる。

## 日曜日に発生した歴史的事件
歴史上、日曜日に発生した騒乱・虐殺事件について、血の日曜日事件 (Bloody Sunday) と呼ぶ事がある。この名前で呼ばれる事件はいくつかあるが、その中でも代表的なのは以下の物である。
- 1905年1月22日（グレゴリオ暦、ロシア旧暦（ユリウス暦）では1月9日） - ロシア帝国の首都サンクトペテルブルクで発生した血の日曜日事件。労働者を中心とした皇帝ニコライ2世への誓願デモに警察が発砲し、1000人以上の死者を出し、ロシア第一革命の引き金となった。
- 1972年1月30日 - イギリス領北アイルランドのロンドンデリー市で発生した血の日曜日事件。公民権を求めたカトリック系市民にイギリス軍が発砲して13人の死者を出し、北アイルランド紛争を悪化させた。この事件に関し、同年にジョン・レノンが「血まみれの日曜日」、1983年にU2が「ブラディ・サンデー」を発表した。

## 「日曜日」を語源とする文物
- オランダ語の Zondag が博多どんたくの「どんたく」の語源になった。
- スバル・ドミンゴ  - 富士重工業（現SUBARU）がかつて生産・販売していたワンボックスタイプの乗用車（スペイン語から）。
- サンデー - デザートの1つ。宗教的理由で綴りは変更された。
- サンデー毎日 - 毎日新聞出版発行の週刊誌。
- 『週刊少年サンデー』に始まる、『週刊ヤングサンデー』、『月刊サンデージェネックス』などの小学館の漫画雑誌。
  - 同誌系の単行本レーベル『少年サンデーコミックス』。
  - 同誌系のウェブコミック配信サイト『サンデーうぇぶり』。
- 漫画サンデー - 実業之日本社がかつて発行していた漫画雑誌。
- サンデーコミックス - 秋田書店発行の漫画単行本レーベル。上述の小学館とは別物。
- サンデーズ - NHKの音楽番組『レッツゴーヤング』のバックダンサー。同番組が日曜日に放送されていたことに由来する。
- サンデー兆治 - 元ロッテオリオンズ（現千葉ロッテマリーンズ）投手の村田兆治が日曜日に登板することが多く、それにちなんでつけられた呼称。

## 「日曜」を冠した番組

### テレビ
- 日曜討論（NHK総合テレビ）
- 日曜美術館（NHK教育テレビ）
- 日曜スペシャル
- 東芝日曜劇場→日曜劇場（TBS系列 系列外ではABS、FBC、JRTで放送）
- 日曜洋画劇場（NET→テレビ朝日系列）
- 日曜エンターテインメント（テレビ朝日系列）
- 日曜ナイトドラマ→日曜ナイトプレミア（テレビ朝日系列）
- 日曜ビッグスペシャル（テレビ東京系列）
- 日曜ビッグバラエティ（テレビ東京系列）
- 日曜特集（NHK総合）
- 日曜特集（TBS系列 1981年）
- 日曜特集・新世界紀行（TBS系列）
- （グラスロン→長崎タンメン）日曜演芸会（NET系列）
- 日曜はダメ!!（日本テレビ系列 ※ただし、放送は土曜日だった。）
- 日曜の夜は遊び座です（日本テレビ系列）
- 日曜ゴールデン特版（TBS系列）
- 日曜ゴールデンで何やってんだテレビ（TBS系）
- 日曜×芸人（テレビ朝日系列）
- 日曜もアメトーーク!（テレビ朝日系列）
- 日曜ドラマ（日本テレビ系列）
- 日曜プライム（テレビ朝日系列）
- 日曜THEリアル!→日曜ワンダー!（フジテレビ系列）
- サンデープレゼント（テレビ朝日系列）
- ザ・スーパーサンデー（テレビ朝日系列）
- サンデーパワーTV（テレビ朝日系列）
- スペシャルサンデー（テレビ朝日系列 一部地域を除く）
- サンデードラゴンズ（CBCテレビ）
- サンデースポーツ（NHK総合テレビ）
- サンデーヤングミュージック（NHKBS2）
- パソコンサンデー（テレビ東京系列）
- ポケモン☆サンデー（テレビ東京系列）
- ドラマチック・サンデー（フジテレビ系列）
- ふれあい広場・サンデー九（札幌テレビ放送）
- 知って見て得する情報バラエティ シルシルミシルさんデー（テレビ朝日系列）
- フジテレビ系列日曜夜7時台枠のアニメ（フジテレビ系列）
- フジテレビ日曜朝9時台枠のアニメ（フジテレビ系列）
- フジテレビ系列日曜夕方6時台枠のアニメ（フジテレビ系列）
- ニチアサキッズタイム（テレビ朝日系列）
- 日5（毎日放送・TBS系）
- 日10☆演芸パレード（毎日放送・TBS系）

日曜のみ放送のニュース・情報番組
- NNNニュースサンデー（NNN系列）
- The・サンデー→THE・サンデーNEXT（日本テレビ系列 UMKは除く）
- NNN日曜夕刊→NNNニュースプラス1・サンデー→The独占サンデー（NNN系列）
- サンデープロジェクト（朝日放送・テレビ朝日系列）
- サンデー・フロントライン（テレビ朝日系列）
- 報道ステーション SUNDAY（テレビ朝日系列）
- サンデージャングル（テレビ朝日系列）
- サンデーステーション（テレビ朝日系列）
- 関口宏のサンデーモーニング→新サンデーモーニング→サンデーモーニング（TBS系列）
- サンデージャポン（TBS系列 一部地域を除く）
- FNNテレビ日曜夕刊（FNN系列）
- 報道プライムサンデー（フジテレビ系列 TOS・UMK除く）
- 日曜報道 THE PRIME（フジテレビ系列 TOS・UMK除く）
- Mr.サンデー（関西テレビ・フジテレビ系列 TOS・UMK除く）
- 中日新聞テレビ日曜夕刊（東海テレビ・富山テレビ・石川テレビ 後者2局は『北陸中日新聞 日曜夕刊』に改題）
- OHKサンデースピーク（岡山放送）
- SUN-TV日曜夕刊（サンテレビ）
- ニュースSUNデー（サンテレビ）

テレビドラマのタイトル
- 日曜はダメよ（日本テレビ系列 1993年。ただし土曜グランド劇場で放送）

### ラジオ
- サンデー・ソングブック（JFN系）
- ハート・オブ・サンデー（JFN系）
- 有吉弘行のSUNDAY NIGHT DREAMER（JFN系）
- 爆笑問題の日曜サンデー（TBSラジオ）
- 安住紳一郎の日曜天国（TBSラジオ 略称「にち10」）
- 伊集院光 日曜日の秘密基地（TBSラジオ）
- ラ・ラ・ラ♪日ようび（TBSラジオ）
- キンキンのサンデー・ラジオ（文化放送）
- 三宅裕司のサンデーヒットパラダイス（ニッポン放送）
- 日曜競馬ニッポン（ニッポン放送）
- 笑福亭鶴瓶 日曜日のそれ（ニッポン放送）
- 野中藍 ラリルれ、にちようび。
- NACK5 SUNDAY LIONS（NACK5）
- SUNDAY IN THE PARK（FM FUJI）
- 日曜ワイド われら夢の途中（KBS京都）
- 立ち上がれ!僕らのヴァンガード サンデー（ラジオ大阪）
- 大泉洋のサンサンサンデー（HBCラジオ）

## 日曜日に関する作品

### 小説
- 日曜日（三島由紀夫）

### 映画
- 悪魔の日曜日（ドイツ語版）（1930年、米国）
- ある日曜日の午後（英語版）（1933年、米国）
- 日曜はダメよ（1960年、米国）
- シベールの日曜日（1962年、フランス）
- 日曜日が待ち遠しい!（1982年、フランス）
- 田舎の日曜日（1984年、フランス）
- 日曜日のピュ（1992年、スウェーデン）
- 暗い日曜日（1999年、ドイツ・ハンガリー）
- 恋する日曜日（2006年、日本）

### 楽曲
- 暗い日曜日
- 日曜日は嫌い　(原題　Le droit d'aimer)　（歌: エディット・ピアフ）
- 日曜日～ひとりぼっちの祈り～(蓬萊泰三作詞、南安雄作曲の合唱曲。)
- 会えない長い日曜日（歌: 藤本美貴）
- 青い日曜日（歌：野口五郎）
- いじわる雨の日曜日（歌: アグネス・チャン）
- 風の日曜日（歌：熊谷幸子）
- 悲しみの日曜日（歌：野口五郎）
- キミに恋する日曜日（歌: 半場友恵・神崎ちろ）
- 恋する日曜日（歌：木村佳乃）
- 『コンクリート』『ジャパニーズ』『サンデー』（歌：TOKIO）
- SUNDAY（歌: ザ・ベイビースターズ）
- サンデイ (歌: ASIAN KUNG-FU GENERATION)
- Sunday Afternoon（歌: 林原めぐみ）
- Sunday early morning（歌: 桃井はるこ）
- Sunday Girl（歌: Blondie）
- Sunday Circus Songl（歌: The Cardigans）
- Sunny Day Sunday（歌: センチメンタル・バス）
- Sunday People（歌: SUPERCAR）
- Sunday Bloody Sunday（歌: U2）
- Sunday Morning（歌: Maroon 5）
- サンデーモーニング（歌: くるり）
- サンデーモーニング（歌: つじあやの）
- 静かな日曜日（歌：小野正利）
- sweet sunday（歌: しほの涼）
- 退屈な日曜日（歌：SMAP）
- ため息の日曜日（歌：原田知世）
- ためいきの日曜日（歌: Mr.Children）
- 小さな日曜日（歌：石川セリ）
- 東京の日曜日（歌：石原裕次郎）
- 土曜の夜と日曜の朝（歌: 浜田省吾）
- どんたく(歌：サディスティック・ミカ・バンド)
- 日曜 (歌：Galileo Galilei)
- 日曜の朝（歌：宇多田ヒカル）
- 日曜は何処へ行った?（歌：松たか子）
- 日曜はベルが鳴る前に（歌：EPO）
- 日曜日（歌: スピッツ）
- 日曜日（歌: レミオロメン）
- 日曜日（歌: DEEN）
- 日曜日（歌: milk rings）
- 日曜日（歌: back number）
- 日曜日（歌: Kra）
- 日曜日（歌: 紘毅）
- にちようび（歌: JITTERIN'JINN）
- にちようび（歌: 近衛木乃香【声優: 野中藍】）
- にちようび (歌: 緑黄色社会)
- にちようび feat. MURO, BOO（歌: SOUL SCREAM）
- 日曜日が足りない（歌：永井真理子）
- 日曜日のアニキの役（歌：SMAP）
- 日曜日の午後（歌: ゆず）
- 日曜日の午後（歌: スガシカオ）
- 日曜日の太陽（歌:  THE NEUTRAL ）
- 日曜日の娘/来週の日曜日（歌: 奥田民生）
- 日曜日の娘（歌: PUFFY）
- 日曜はいやよ（歌: 西田佐知子）
- 日曜日はいらない（歌：生稲晃子）
- 日曜日はストレンジャー（歌: 石野真子）
- 日曜日はダメよ（歌: 三浦理恵子）
- 日曜日はドライブ日和（歌: リンドバーグ）
- 日曜日よりの使者（歌: THE HIGH-LOWS）
- はじめての日曜日（歌: 野中藍）
- HAPPY SUNDAY（歌: 松田聖子）
- 花曇りの日曜日（歌: DREAMS COME TRUE）
- 晴れた日曜日（歌：森高千里）
- 晴れた日と日曜日は（歌: 山崎まさよし）
- ひとりぼっちの日曜日（歌：石川セリ）
- ビューティフル・サンデー（歌: ダニエル・ブーン、田中星児）
- ふたりの日曜日（歌: 天地真理）
- ステキな日曜日〜Gyu Gyu グッデイ!〜（歌： 芦田愛菜）

## 記号
| 記号 | Unicode | JIS X 0213 | 文字参照          | 名称                                       |
| ---- | ------- | ---------- | ----------------- | ------------------------------------------ |
| ㈰   | U+3230  | -          | &#x3230; &#12848; | 全角括弧付き日 PARENTHESIZED IDEOGRAPH SUN |
| ㊐   | U+3290  | -          | &#x3290; &#12944; | 丸日 CIRCLED IDEOGRAPH SUN                 |